# Françoise Lebrun
Pour les articles homonymes, voir Lebrun.
Françoise Lebrun, née le 18 août 1944, est une actrice, scénariste et réalisatrice documentariste française.
Elle est notamment connue pour avoir interprété le rôle de Veronika dans La Maman et la Putain de Jean Eustache.

## Biographie

### Carrière
Titulaire d'une licence de lettres, diplômée de Sciences Po, elle devient, alors qu'elle encore étudiante en licence, pigiste pour Image et Son, puis pour Communications de Roland Barthes.
En 1964, elle rencontre Jean Eustache au festival du film libre d'Évian où il est venu présenter Les Mauvaises Fréquentations. À cette époque, elle ne se destine pas à jouer la comédie, elle pense plutôt se tourner vers la réalisation. Elle va partager la vie du réalisateur, l'assister pour la préparation, la réalisation et le montage de son documentaire La Rosière de Pessac en 1968 et produire Le Cochon en 1970.
Après leur séparation Jean Eustache lui donne le rôle de Veronika dans La Maman et la Putain, en 1973. Quatre ans plus tard, elle apparaît dans un autre film d'Eustache, Une sale histoire,,,.
Elle a souvent joué pour Paul Vecchiali, notamment dans En haut des marches en 1983, dans le diptyque sur les rapports post-amoureux Trous de mémoire en 1984 et sa « suite » À vot' bon cœur en 2004. Elle a aussi travaillé pour Marguerite Duras sur India Song, Adolfo Arrieta, André Téchiné, Michèle Rosier, Lucas Belvaux, Guillaume Nicloux, Pierre Creton, Vincent Dieutre, Arnaud Desplechin pour Trois Souvenirs de ma jeunesse, etc.
Elle a réalisé le moyen-métrage Crazy Quilt, consacré à l'Angleterre et à ses jardins et les documentaires consacrés au cirque L'Homme qui montait son chapiteau et Romanes cirque tzigane.
Elle chante sa propre mise en scène lors d'un concert du groupe Diabologum pour la chanson La Maman et la Putain, en octobre 2011.

### Vie privée
Sa fille, Clara Le Picard, est auteure, comédienne, chanteuse, metteuse en scène et scénographe.

## Filmographie

### Actrice

#### Cinéma

##### Longs métrages
- 1972 : Le Château de Pointilly d'Adolfo Arrieta
- 1973 : La Ville bidon de Jacques Baratier : Lolotte
- 1973 : La Maman et la Putain de Jean Eustache : Veronika
- 1974 : La Femme du Gange de Marguerite Duras : voix
- 1975 : India Song de Marguerite Duras : voix de la réception
- 1975 : Souvenirs d'en France d'André Téchiné : Augustine jeune
- 1976 : Mon cœur est rouge de Michèle Rosier : Clara
- 1976 : Ben et Bénédict de Paula Delsol : Ben / Bénédict
- 1977 : Une sale histoire de Jean Eustache : elle-même
- 1978 : En l'autre bord de Jérôme Kanapa : la concierge
- 1979 : Ma chérie de Charlotte Dubreuil : la doctoresse
- 1980 : L'Homme fragile de Claire Clouzot : Cécile Delvert
- 1983 : Archipel des amours, segment Pornoscopie de Jean-Claude Biette : la femme
- 1983 : En haut des marches de Paul Vecchiali : Michèle
- 1984 : Trous de mémoire de Paul Vecchiali : la femme
- 1988 : La Fille du magicien de Claudine Bories
- 1995 : Pullman paradis de Michèle Rosier : Sophie Volland
- 1995 : Pour rire ! de Lucas Belvaux : l'infirmière
- 1998 : On a très peu d'amis de Sylvain Monod : Rose
- 2000 : Électroménager de Sylvain Monod : la psychiatre
- 2000 : Malraux, tu m'étonnes ! de Michèle Rosier : Yvonne de Gaulle
- 2003 : Inguélézi de François Dupeyron : la mère
- 2004 : À vot' bon cœur de Paul Vecchiali : Françoise, l'épouse de Paul
- 2005 : Fragments sur la grâce de Vincent Dieutre : une lectrice
- 2006 : Il sera une fois... de Sandrine Veysset : la mère Muche
- 2006 : Le Scaphandre et le Papillon de Julian Schnabel : Madame Bauby
- 2006 : + si @ff de Paul Vecchiali : Germaine Sémouly
- 2007 : La Clef de Guillaume Nicloux : Florence Arp
- 2007 : … Et tremble d'être heureux de Paul Vecchiali : Hélène Abrège
- 2008 : Séraphine de Martin Provost : la mère supérieure
- 2008 : Ea2, 2e exercice d'admiration : Jean Eustache de Vincent Dieutre : elle-même
- 2009 : Ah ! la libido de Michèle Rosier : la femme élégante à l'hôtel
- 2009 : Demain dès l'aube de Denis Dercourt : Claire Guibert
- 2009 : Quelque chose à te dire de Cécile Telerman : la mère de Jacques
- 2009 : Julie et Julia de Nora Ephron : la mère de la boulangère
- 2009 : Maniquerville de Pierre Creton : elle-même
- 2010 : Holiday de Guillaume Nicloux : Marie-Paule, la femme de chambre
- 2011 : ID A de Christian E. Christiansen : Isabelle
- 2012 : After de Géraldine Maillet
- 2012 : Dead Europe de Tony Krawitz : Leah
- 2013 : La Religieuse de Guillaume Nicloux : Madame de Moni
- 2013 : Le Temps de l'aventure de Jérôme Bonnell : la mère d'Alix (voix)
- 2014 : L'Enlèvement de Michel Houellebecq de Guillaume Nicloux : Françoise
- 2014 : La Fille et le Fleuve d'Aurélia Georges : Mileva Einstein
- 2014 : Fever de Raphaël Neal : Sarah
- 2015 : Je vous souhaite d'être follement aimée d'Ounie Lecomte : Renée Lefèvre
- 2015 : Trois Souvenirs de ma jeunesse d'Arnaud Desplechin : Rose
- 2015 : À 14 ans d'Hélène Zimmer : la grand-mère de Jade
- 2016 : La Jeune Fille sans mains de Sébastien Laudenbach : voix de la mère
- 2016 : Le Cancre de Paul Vecchiali : Valentine
- 2016 : Porto de Gabe Klinger : la mère
- 2017 : 1048 Lunes de Charlotte Serrand
- 2017 : Le Semeur de Marine Francen : Blanche
- 2017 : Va, Toto ! de Pierre Creton : voix de Madeleine
- 2017 : C'est qui cette fille ? (Thirst Street) de Nathan Silver : la propriétaire
- 2017 : Ma vie avec James Dean de Dominique Choisy : la mère de Géraud
- 2018 : L'Amour debout de Michaël Dacheux : elle-même
- 2018 : Les Grands Squelettes de Philippe Ramos
- 2019 : Douze mille de Nadège Trebal : Anouck
- 2019 : Thalasso de Guillaume Nicloux : elle-même
- 2021 : Vortex de Gaspar Noé : la mère
- 2022 : Petite Fleur de Santiago Mitre : mère d'Agnès
- 2023 : Paternel de Ronan Tronchot : Rozenn
- 2023 : Le Livre des solutions de Michel Gondry : Denise
- 2023 : Un prince de Pierre Creton : voix de la mère
- 2023 : Double Foyer de Claire Vassé : Catherine, la mère de Lili
- 2024 : Rien ni personne de Gallien Guibert : Monique
- 2024 : Dans la peau de Blanche Houellebecq de Guillaume Nicloux : Françoise
- 2024 : Spectateurs ! d'Arnaud Desplechin : Marie-Louise, la grand-mère
- 2024 : Le Dernier Souffle de Costa-Gavras : Madame Léonie
- 2025 : Father, Mother, Sister, Brother de Jim Jarmusch

##### Courtsmétrages
- 1982 : Lointains boxeurs de Claudine Bories : la jeune femme
- 1988 : La Police de Claire Simon
- 1992 : Fugue en sol mineur de Paul Vecchiali
- 1994 : Mère louve de Claude Thiebaut : la sainte-femme
- 1996 : Une nouvelle douceur d'Alejandra Rojo
- 1999 : Cinématon #1995 de Gérard Courant : elle-même
- 1999 : Rachid et Martha de Mathias Gokalp
- 2000 : Un possible amour de Christophe Lamotte (moyen métrage) : la mère de Fabienne
- 2004 : La Question de l'étranger d'Hubert Attal
- 2005 : La Prisonnière du Pont aux Dions de Gaël Lépingle : voix
- 2006 : Voyage à Vézelay de Pierre Creton
- 2006 : Point de fuite de Nicolas Lasnibat : la mère de Vincent
- 2009 : La Librairie de Schrödinger de Claire Vassé et Christophe Beauvais : la photographe
- 2010 : Corps étranger de Victoria Musiedlak : la mère d'André
- 2010 : La Femme à cordes de Vladimir Mavounia-Kouka : voix
- 2011 : 63 regards de Christophe Pellet : la troisième femme
- 2011 : Crazy Quilt de Françoise Lebrun (moyen métrage documentaire) : elle-même
- 2011 : La Liberté ou l'amour de Geoffroi Heissler (documentaire) : voix
- 2013 : Seul le feu de Christophe Pellet
- 2013 : J'aurais voulu que tu sois là de Geoffroi Heissler : la mère d'Armand
- 2015 : Mémoires sélectives de Pauline Étienne et Rafaella Houlstan-Hasaerts : Alice
- 2016 : Sept mille années de Christophe Cognet : la femme
- 2016 : Cinq nuits de Guillaume Orignac : Claude, la grand-mère
- 2017 : Histoire de Stefano de Chiara Malta : voix
- 2018 : Rages de Scott Noblet : la grand-mère
- 2018 : Rappelle-moi de Marie-Hélène Copti : la mère de Solange
- 2018 : Love u Hiroshima de Jules-César Bréchet : Madame Pierrot
- 2020 : Avant Tim d'Alexis Diop : Denise
- 2022 : Presque l'automne de Margot Pouppeville : Cécile
- 2022 : Le Mur des morts d'Eugène Green (moyen métrage) : la grand-mère

#### Télévision
- 1978 : Aurélien (série télévisée) de Michel Favart : Bérénice
- 1988 : Le Monologue de la femme rompue (moyen métrage) de Jacques Doazan : la femme rompue
- 1991 : L'Impure (téléfilm) de Paul Vecchiali : Lady Witney
- 2000 : Combats de femme (collection) : Mère en fuite (téléfilm) de Christophe Lamotte : Lisbeth
- 2001 : Dérives (téléfilm) de Christophe Lamotte : Marguerite
- 2011 : La Fille de l'autre (téléfilm) de Harry Cleven : Françoise
- 2013 : Tout est permis (téléfilm) d'Émilie Deleuze : Madame Fauchadour
- 2014 : L'Enlèvement de Michel Houellebecq (téléfilm) de Guillaume Nicloux : Françoise
- 2018 : Black Earth Rising (série télévisée) : Madame Patenaude
- 2019 : La Part du soupçon (téléfilm) de Christophe Lamotte : Gladys Durieux Jelosse
- 2019 : Mytho de Fabrice Gobert (série télévisée), saison 1 : la fantôme de la voisine
- 2024 : Les Invisibles (série télévisée), saison 4, épisodes 5 et 6 : Eliane Puissat
- 2025 : Les Rives du fleuve (téléfilm) de Guillaume Nicloux : la mère d'Alice

### Scénariste
- 1968 : La Rosière de Pessac (documentaire) de Jean Eustache - également assistante réalisatrice[11]
- 1979 : La Rosière de Pessac 1979 (documentaire) de Jean Eustache
- 1983 : En haut des marches de Paul Vecchiali - collaboration aux dialogues
- 1984 : Trous de mémoire de Paul Vecchiali
- 1988 : La Fille du magicien de Claudine Bories - collaboration
- 1992 : Fugue en sol mineur (court métrage) de Paul Vecchiali - adaptation et dialogues
- 2006 : + si @ff de Paul Vecchiali - consultante pour le scénario

### Réalisatrice
- 1999 : Mais songeons à répéter, s'il vous plaît (documentaire) - coréalisé avec Stéphane Ginet[11]
- 2000 : Romanès, cirque tzigane (documentaire) - coréalisé avec Stéphane Ginet[11]
- 2000 : L'Homme qui montait son chapiteau (documentaire) - coréalisé avec Stéphane Ginet[11]
- 2011 : Crazy Quilt (documentaire) - également monteuse

## Théâtre
- 1976 : Le Défi de Jean-Claude Perrin, mise en scène de l'auteur et Maurice Bénichou, Festival d'Avignon
- 1978 : Dissident, il va sans dire de Michel Vinaver, mise en scène de Jacques Lassalle, Théâtre de l'Est parisien
- 1978 : Remagen de Jacques Lassalle d'après Anna Seghers, mise en scène Jacques Lassalle, Festival d'Avignon, Théâtre Gérard Philipe
- 1983 : Œil pour œil de Jacques Audiard et Louis-Charles Sirjacq, mise en scène Louis-Charles Sirjacq, Théâtre Gérard Philipe
- 1995 : Nouvelles et contes II d'Ivane Daoudi, lecture Festival d'Avignon
- 1999 : La Fuite en Égypte de Bruno Bayen, mise en scène de l'auteur, Théâtre de Gennevilliers
- 2003 : La vie est un songe de Pedro Calderón de la Barca, mise en scène Guillaume Delaveau, Théâtre national de Toulouse Midi-Pyrénées, tournée
- 2004 : La vie est un songe de Pedro Calderón de la Barca, mise en scène Guillaume Delaveau, Théâtre Nanterre-Amandiers, tournée
- 2005 : La vie est un songe de Pedro Calderón de la Barca, mise en scène Guillaume Delaveau, tournée
- 2015 : All Bovarys de et avec Clara Le Picard, Théâtre Joliette-Minoterie, tournée

## Distinctions
- Officier de l'ordre des Arts et des Lettres Elle est promue au grade d’officier le 17 janvier 2013[12].